# Elaine Youngs
Elaine Clara Marie Hermenia Youngs (Orange, 14 de febrero de 1970) es una deportista estadounidense que compitió en voleibol, en las modalidades de sala y playa.
Participó en tres Juegos Olímpicos de Verano, obteniendo la medalla de bronce en Atenas 2004 (haciendo pareja con Holly McPeak), el quinto lugar en Pekín 2008 y el séptimo lugar en Sídney 2000 (esta vez en el torneo de voleibol). Ganó una medalla de bronce en el Campeonato Mundial de Vóley Playa de 1999.

## Palmarés internacional
| Juegos Olímpicos   | Juegos Olímpicos   | Juegos Olímpicos  | Juegos Olímpicos |
| Año                | Lugar              | Medalla           | Pareja           |
| ------------------ | ------------------ | ----------------- | ---------------- |
| 2004               | Atenas (Grecia)    | Medalla de bronce | Holly McPeak     |
| Campeonato Mundial |                    |                   |                  |
| Año                | Lugar              | Medalla           | Pareja           |
| 1999               | Marsella (Francia) | Medalla de bronce | Liz Masakayan    |